# Protictitherium
Protictitherium war eine der stammesgeschichtlich ältesten Gattungen der Hyänen und lebte während des Miozän 18 bis 8, möglicherweise auch bis vor 7 Millionen Jahren in Eurasien und Afrika.
Sie lässt sich in die Unterfamilie Ictitheriinae einordnen, der keine rezenten Vertreter mehr angehören.
Die Gattung gilt als eine der frühesten innerhalb der Familie der Hyänen, ist aber paraphyletisch. Protictitherium besaß einen Körperbau, der dem der heutigen Zibetkatzen in Gestalt und Größe glich, und lebte womöglich teilweise als Kletterer auf Bäumen. Wahrscheinlich ernährten sich die Tiere vor allem von Insekten oder waren omnivor.
Die Art Protictitherium punicum, die man unter anderem aus 12 Millionen Jahre alten Schichten aus der Bled-Dorah-Formation in Tunesien kennt, gehört zu den ersten Hyänenvertretern, die aus Europa nach Afrika einwanderten.
Mehrere Arten wurden beschrieben:
- P. aegaeum Kaya, Geraads & Tuna, 2005
- P. cingulatum Schmidt-Kittler, 1976
- P. crassum Deperet, 1892
- P. gaillardi Forsyth Major, 1903
- P. intermedium Schmidt-Kittler, 1976
- P. praecurrens Dehm, 1950
- P. punicum